# Costo variabile

Scomposizione del costo totale come somma dei costi fissi (approssimativamente costanti) e dei costi variabili.

Per costo variabile si intende quel costo che dipende strettamente dalla quantità prodotta e si definisce come differenza fra il costo totale {\displaystyle C(q)} e il costo fisso {\displaystyle C_{0}}:
{\displaystyle \Delta C(q)=C(q)-C_{0}}
Si distingue in base alla relazione con la quantità di merce q:
- proporzionale, se varia in modo proporzionale con essa;
- progressivo, se varia in modo più che proporzionale con essa;
- regressivo, se varia in modo meno che proporzionale con essa.

Un esempio di costo variabile è costituito dal costo associato alle materie prime.
Si pensi al caso in cui un'azienda utilizzi due fattori produttivi (ad esempio, gli ingredienti utilizzati per preparare pasticcini e i macchinari che preparano i dolci): appare immediato che il costo degli ingredienti varia a seconda della quantità di ingredienti utilizzati. Nel caso più semplice, detto p il prezzo del fattore e x la quantità del fattore, il prezzo è evidentemente costante, e quindi il costo ({\displaystyle Cv=p*x}) è inevitabilmente legato alla variabile x. All'opposto dei costi variabili, vi sono i costi fissi, che nascono indipendentemente dalle quantità di inflow e outflow: appare infatti evidente che il macchinario utilizzato dall'azienda pasticciera, una volta acquistato, ha lo stesso costo sia che si producano pasticcini sia che non si produca alcunché.